# Плави (интернет серија)
Плава (интернет серија) (енг. Blue) - је америчка Интернет серија коју је створио Родриго Гарсија, а глуми Џулија Стајлс. Прва епизода је емитована 11. јуна 2012. године. Премијерно је емитована на каналу WIGS на Јутјубу, али је на крају емитована на каналу Хулу, Телевизијске компаније Фокс и на WIGSовом интернет сајту, за трећу сезону, која је у облику четири дуге епизоде, у трајању од 40-60 минута, уместо краћих епизода из прве две сезоне.
Од свог емитовања, Плава је добио неколико награда, укључујући номинацију за Награду Сателит у 2013. години, и три IAWTV награде, за најбољу режију – драму (Гарсија) у 2014. години и најбољу глумицу – драма (Стајлс) у 2013. и 2014. години.

## Прича
Плава (Џулија Стајлс)- је мајка са тајним животом секс-радника. Она ће учинити све, да то сакрије од свог сина Џоша ( Урија Шелтон). Али њена прошлост има друге планове.

## Улоге

### Главне
| Глумац        | Улога | Епизоде | Сезона | Сезона | Сезона |
| Глумац        | Улога | Епизоде | 1      | 2      | 3      |
| ------------- | ----- | ------- | ------ | ------ | ------ |
| Џулија Стајлс | Плава | 40      | Главна | Главна | Главна |
| Урија Шелтон  | Џош   | 24      | Главна | Главна | Главна |

### Остале улоге
- Бруклин Лов као Франческа
- Кејтлин Куинлен као Џесика
- Карла Гало као Ружа
- Џејмс Морисон као Олсен
- Брајан Шортал као Вил
- Alекс Џонсон као Сатја
- Џејкоб Варгас као Рој
- Џејн Стајлс о'хара као Лара
- Ерик Столц као Артур
- Амир Арисон као Леонард
- Дејвид Харбор као Купер
- Тејлор Николс као Бил
- Роки Керол као Роберт
- Кендал Кустер као Меј
- Мајкл хајат као Клер
- Дарен Кагасоф као Дарен
- Чед Линдберг као Сем
- Сара Стекер као ловац
- Џоел Мекинон Милер као господин Вестон
- Сара Полсон као Лавиниа
- Лаура Спенсер као Ванеса
- Марк Конзуелос као Данијел
- Ванда де Хесус као Синтија
- Вилијам Петерсен као Мич
- Саманта Куан као Дана
- Мишел Форбс као Мариса
- Ричард Пагано као Мик
- Холи Робинсон Пете као Холи
- Касиди Бојд као Алиша
- Дарин Хејмс као Николас
- Мани Хименез Као Ернесто
- ХК Гонзалез као Хари
- Џејмс Џордан као Рафаел
- Тони Плана као Стриблинг
- Џин Триплхорн као Вера

## Телевизијско емитовање
За Телевизијско емитовање серија је измењена у десет сати дугих епизода (са првих шест састављених од компилација кратких емисија) и емитује се на Lifetime међународним каналима (укључујући велику Британију и Африку). Датуми испод одговарају првом приказивању у Британији. Серија је премијерно приказана у Сједињеним Америчким Државама на каналу LMN 8. јула 2016. под називом Плава: тајни живот.
Свака компилација је названа по линији дијалога. Интернет епизоде нису коришћене по редоследу по ком су приказане на интеренту. Џулија Стајлс се не појављује у епизодама означеним звездицом. У Сједињеним Америчким Државама, LMN је објавио садржаје треће сезоне за пет компилација епизода под називом "Call Me Francine", "Take Off Your Clothes", "A History of Anxiety", "Your Favorite Client" и "Choices".
| Епизоде | Интернет епизоде        | Наслов епизода                  | Наслов епизода на интернету | Режирао         | Написао                       | Датум емитовања |
| ------- | ----------------------- | ------------------------------- | --- | --------------- | ----------------------------- | --------------- |
| 1       | Сезона 1, еп.1–6        | "Blue Rules"                    | "Mom" "Son" "You Rule" "Long Day, Blue?" "You're Good" "Jack The Ripper"                                                                           | Родриго Гарсија | Родриго Гарсија               | 2. март 2015    |
| 2       | Сезона 1, еп. 7–12      | "When Have I Lied To You?"      | "Paying For Sex" "A Decent Girl" "That's My Drug" "Star Student" "You Lie To Me Too" "Give An Old Man A Break"                                     | Родриго Гарсија | Родриго Гарсија               | 9. март 2015    |
| 3       | Сезона 2, еп. 1–7       | "Who Raises A Child Like This?" | "See And Be Seen" "What Kind Of A Name Is Blue?" "It's Just A Crutch" "Everything Is A Test" "How Do You Do?" "Glue And Lubricant" "Wow, Wow, Wow" | Родриго Гарсија | Родриго Гарсија и Карен Граци | 16. март 2015   |
| 4       | Сезона 2, еп. 8–13, 15  | "We Were In Love"               | "On My Own" "The Truth Hurts" "A Man's Permission" "Make Yourself At Home" "Old Habits Die Hard" "Doubling The Equation"* "In The Running"         | Родриго Гарсија | Родриго Гарсија и Карен Граци | 23. март 2015   |
| 5       | Сезона 2, еп. 21, 16–20 | "Good Looking Boy"              | "Savages" "Hard Time" "The Details" "You're Not A Freak, Are You?" "Getting To The Point" "I'm Not A Stalker"                                      | Родриго Гарсија | Родриго Гарсија и Карен Граци | 30. март 2015   |
| 6       | Сезона 2, еп. 14, 22–26 | "Where Were You, Mom?"          | "Are You Clean?" "Role Play"* "Winning With" "A Straight Answer" "Choices Add Up" "Where Were You?"                                                | Родриго Гарсија | Родриго Гарсија и Карен Граци | 6. април 2015   |
| 7       | Сезона 3, епизода 1     | "Call Me Francine"              | | Родриго Гарсија | Родриго Гарсија               | 13. април 2015  |
| 8       | Сезона 3, епизода 2     | "Planets Colliding"             | | Родриго Гарсија | Родриго Гарсија и Карен Граци | 20. април 2015  |
| 9       | Сезона 3, епизода 3     | "A History Of Anxiety"          | | Родриго Гарсија | Родриго Гарсија               | 27. април 2015  |
| 10      | Сезона 3, епизода 4     | "Make Me Feel Good"             | | Родриго Гарсија | Родриго Гарсија и Карен Граци | 4. мај 2015     |

## Награде и номинације
| Годину | Удружења                      | Категорија                                 | Кандидата(е)                                                            | Резултат   |
| ------ | ----------------------------- | ------------------------------------------ | ----------------------------------------------------------------------- | ---------- |
| 2013   | Награда Сателит               | Најбољи Оригинални програм кратког Формата | Плава                                                                   | Номинација |
| 2014   | Удружење уметничких директора | Кратак формат, жива акциона серија         | Рејчел Мајерс, Филип Толинг И Курт Меизбах (Епизода: "The Truth Hurts") | Номинација |
| 2014   | IAWTV награде                 | Најбољи Редитељ – Драма                    | Родриго Гарсија                                                         | Освојено   |
| 2014   | IAWTV награде                 | Најбоље женско извођење – Драма            | Џулија Стајлс                                                           | Освојено   |

## Линкови
1. ↑  Todd Spangler (18. 3. 2014). „WIGS ‘Blue’ Season 3 Starring Julia Stiles Coming to Hulu and Fox.com — Not YouTube”. Variety. Приступљено 29. 5. 2015.
2. ↑  Mike Hale (28. 3. 2014). „A Side Job Goes Well. Too Well? ‘Blue,’ With Julia Stiles, Is Back for a New Season”. The New York Times. Приступљено 12. 8. 2016.
3. ↑  „IAWTV Awards - Past Winners”. International Academy of Web Television (на језику: енглески). Архивирано из оригинала 4. 10. 2015. г. Приступљено 17. 9. 2017.
4. ↑  „Lifetime deal for Julia Stiles’ Blue”. TBI Vision. 2. 2. 2015. Приступљено 29. 5. 2015.
5. ↑  „LMN Debuts Drama Series "Blue: A Secret Life," Starring Julia Stiles on July 8” (Саопштење). LMN. 29. 6. 2016. Приступљено 8. 7. 2016.